# Phonebloks
Phonebloks was een initiatief voor een modulaire smartphone van de Nederlandse ontwerper Dave Hakkens.
De Phonebloks bestaat uit een moederbord waarop blokken, zogenaamde "bloks", kunnen worden toegevoegd. Elk blok heeft een eigen functionaliteit (camera, batterij, geheugenkaart,...). Er bestaan meerdere varianten van modulair opgebouwde telefoons. Het idee is dat de vervangbare elektronica onderdelen zorgen voor langere levensduur van de apparaten en minder afval. In 2016 is het Phonebloks project gestrand.